# ドアン・バン・ハウ
ドアン・バン・ハウまたはドアン・ヴァン・ハウ（段文厚、ベトナム語：Đoàn Văn Hậu / 段文厚、1999年4月19日 - ）は、ベトナム・タイビン省出身のサッカー選手。ベトナム代表。ポジションは左サイドバックだが、センターバックでもプレーできる。

## 来歴

### クラブ
2017年、17歳でハノイFCのトップチームに昇格。以降、主力に定着する。
2019年9月2日、オランダ・エールディヴィジのSCヘーレンフェーンに1年ローンで加入。直後にヘーレンフェーンのFacebookページのフォロワーが20万人近く急増した。

### 代表
各年代代表に選出されている。
ベトナムU-19代表ではAFC U-19選手権2016に出場し、グループBの対北朝鮮戦でアディショナルタイムに勝ち越しゴールを決めた。2017 FIFA U-20ワールドカップにも出場したがグループE最下位で敗退した。
ベトナムU-23代表では2017 SEAゲームズに出場。バン・ハウは2ゴールを上げたがチームはグループステージ敗退となった。ベトナムが準優勝したAFC U-23選手権2018ではグループDの韓国戦でグエン・クアン・ハイの先制ゴールをアシストした。
A代表では2018 AFFスズキカップに出場。ベトナム代表が大会を制し、バン・ハウ自身もベストイレブンに選出された。続いてAFCアジアカップ2019にも出場し、準々決勝まで進んだが日本に敗れた。